# ニューイヤーズ・イヴ・セレブレーション
ニューイヤーズ・イヴ・セレブレーション (New Year's Eve Celebration) は、東京ディズニーシーで、年末から年始にかけて開催される特別営業のことである。
2010年まではニューイヤーズ・イヴ・セレブレーション2002というように、新年の年数が付く。
また、2011年以降はニューイヤーズ・イヴ・セレブレーションという名称は使われていない。

## 全ての年に共通する概要
12月31日20時から1月1日2時（終了時刻は開催年によって異なる）の間は、特別営業時間となり、年越し営業時間帯専用のパスポートを所持しないゲストは、入園できない。この年越し営業時間帯専用のパスポートは、1月1日の閉園時間まで有効（2011年以降は年越し特別営業終了時刻まで有効）。2010年までは特別営業終了後も、引き続き東京ディズニーシーへの滞在が可能であった。退園後の再入園も、通常の規則に従って可能。
東京ディズニーシーでは、12月31日中に次のようなイベントが開催される。

## 主なエンターテイメント
2011年以降はウェルカム・グリーティングを除き、スペシャルショーの公演は行われず、園内アナウンスと花火で年越しを迎える。

### ウェルカム・グリーティング
エンターテイメント出演者や、アトモスフィア出演者がエントランスで、入園してきたゲストを歓迎する。

### メディテレーニアンハーバー・カウントダウン・セレブレーション
メディテレーニアンハーバーで開催されるカウントダウンのイベント。
一般に東京ディズニーシーのカウントダウンと言う場合、メディテレーニアンハーバー・カウントダウン・セレブレーションを指す場合が多い。

### スイングハーバー・カウントダウン
アメリカンウォーターフロントで開催されるカウントダウンのイベント。2006年まで開催された。
セイル・アウェイの変形版が開催される。
また、開園直後から、東京ディズニーシーのバンド、東京ディズニーランドのバンドなどがスイングの演奏を繰り広げる。

### アンコール！カウントダウン・スペシャルバージョン
ブロードウェイ・ミュージックシアターで開催されるカウントダウンのイベント。2006年まで開催された。

### ビッグバンドビート・カウントダウン・スペシャルバージョン
2007年以降、ブロードウェイ・ミュージックシアターで開催されるカウントダウンのイベント。
2部構成となっており、第1部では、ビッグバンドビート出演者によるジャズ・ライヴが開催される。
第2部は、ビッグバンドビートの終盤に、『蛍の光』を合唱し、年越しを祝うシーンが挿入される。
第1部と第2部の間に、観客入れ替えは無い。

### アラビアンコースト・ロイヤルパーティー
アラビアンコーストで開催されるカウントダウンのイベント。2007年は名称が異なっている。

### グリーティングクルーズ
ミッキーマウス、ミニーマウスを始めとするキャラクターが船に乗り、東京ディズニーシーの水路を一周する。

## 各年の概要

### 2001年「ニューイヤーズ・イヴ・セレブレーション2002」
''
- 価格:14,500円（4歳以上均一料金）
- 特別営業時間:2001年12月31日20時〜2002年1月1日2時
- 特典:記念品、ワゴンのスナック,ドリンクが無料、1月1日午前2時から東京ディズニーランドへの入園が可能（1月1日の閉園時間まで）
- パスポート購入方法
  - 葉書での事前申し込み（抽選）
  - ディズニーホテルまたはオフィシャルホテル宿泊ゲスト

午前1時30分から、ハッピーニューイヤーズ・ウォーターパレードが開催された。
東京ディズニーシー・カウントダウン・セレブレーション
東京ディズニーシー・グランドオープニング・セレブレイションにポルト・パラディーゾ・ウォーター・カーニバルの要素を加味したをベースにした特別ショーを公演

### 2002年「ニューイヤーズ・イヴ・セレブレーション2003」
- 価格:14,500円
- 特別営業時間:2002年12月31日20時〜2003年1月1日2時
- 特典:記念品、フリードリンク用スーベニアカップ、スナック/デザートの引換券（1枚）、1月1日午前2時から東京ディズニーランドへの入園が可能（1月1日の閉園時間まで）

メディテレーニアンハーバー・カウントダウン・セレブレーション
ポルト・パラディーゾ・ウォーター・カーニバルにカウントダウンの要素を加味したをベースにした特別ショーを公演
カウントダウンとともに約1300発の花火とハーバー中央および火山から約1000発のパイロが打ちあがった。
スイングハーバーカウントダウン
ドックサイドステージとホレイショースクエア特設ステージとで二面同時進行のセイル・アウェイが開催された。

### 2003年「ニューイヤーズ・イヴ・セレブレーション2004」
- 特別営業時間:2003年12月31日20時〜2004年1月1日2時
- 特典:記念品、フリードリンク券、スナック/デザートの引換券（2枚）、1月1日午前2時から東京ディズニーランドへの入園が可能（1月1日の閉園時間まで）

メディテレーニアンハーバー・カウントダウン・セレブレーション
ポルト・パラディーゾ・ウォーターカーニバルにアラジンのホールニューワールドの要素を加味した内容の特別ショーを実施
ミニーの掛け声とともに蛍の光を合唱し、カウントダウン。約1200発の花火と約1000発のパイロが打ちあがった。
スイングハーバーカウントダウン
ドックサイドステージとウォーターフロントパーク特設ステージとで二面同時進行のセイル・アウェイが開催された。

### 2004年「ニューイヤーズ・イヴ・セレブレーション2005」
2004年12月31日の大雪により、31日に予定されていたイベントは、ほぼ全て中止。カウントダウンイベントのみ開催された。
- 価格:11,000円
- 特別営業時間:2004年12月31日20時〜2005年1月1日6時
- 特典:1月1日午前6時から東京ディズニーランドへの入園が可能（1月1日の閉園時間まで）

2005年1月1日午前2時から、ポルト・パラディーゾ・ウォーターカーニバルが開催された。
メディテレーニアンハーバー・カウントダウン・セレブレーション
ポルト・パラディーゾ・ウォーターカーニバルにドラマティックディズニーシーの要素を加味した内容の特別ショーを実施
2005発の花火と1700発のパイロが打ちあがる。
スイングハーバーカウントダウン
ウォーターフロントパーク特設ステージで、処女航海に出たSSコロンビア号の帰港イベントという形態のセイル・アウェイが開催された。
カウントダウン直前の楽曲に、これまでの蛍の光ではなく、We Go Onが使用された。

### 2005年「ニューイヤーズ・イヴ・セレブレーション2006」
- 価格:12,000円
- 特別営業時間:2005年12月31日20時〜2006年1月1日2時
- 特典:1月1日午前2時から東京ディズニーランドへの入園が可能（1月1日の閉園時間まで）

メディテレーニアンハーバー・カウントダウン・セレブレーション
ポルト・パラディーゾ・ウォーターカーニバルにドラマティックディズニーシーの要素を加味した内容の特別ショーを実施
スイングハーバーカウントダウン
ウォーターフロントパーク特設ステージで、処女航海に出たSSコロンビア号の帰港イベントという形態のセイル・アウェイが開催された。
カウントダウン直前の楽曲には、We Go Onが使用された。

### 2006年「ニューイヤーズ・イヴ・セレブレーション2007」
- 価格:12,000円
- 特別営業時間:2006年12月31日20時〜2007年1月1日2時
- 特典:1月1日午前2時から東京ディズニーランドへの入園が可能（1月1日の閉園時間まで）

メディテレーニアンハーバー・カウントダウン・セレブレーション
レジェンド・オブ・ミシカの特別バージョンが開催された。
スペシャルゲストとしてMISIAが登場し、『Sea of Dreams』を歌った。
ビッグバンドビート・カウントダウン・スペシャルバージョン
2部構成。第1部ではジャムセッションが開催された。
第1部は、スターライトジャズをアレンジした内容だった。
第2部は、通常のビッグバンドビートの終盤で、『蛍の光』を合唱しつつ年越しを迎えた。
オーバー・ザ・ウェイブ・カウントダウン・スペシャルバージョン
ドリーム・クルーズのカウントダウン・パーティーとして開催された。
SSコロンビア号の名誉クルーに任命されたトニオとマリア兄妹の初仕事という設定。
プレシャストレジャー・カウントダウンナイト

### 2007年「ニューイヤーズ・イヴ・セレブレーション2008」
- 価格:12,000円
- 特別営業時間:2007年12月31日20時〜2008年1月1日2時
- 特典:1月1日午前2時から東京ディズニーランドへの入園が可能（1月1日の閉園時間まで）
- 特記事項:TDRの25周年を迎える年ということで25からのカウントダウンが実施された。

メディテレーニアンハーバー・カウントダウン・セレブレーション
主となるショーの開催前にチップとデールのクールサービスを模した、チップとデールのヒートサービスが2回開催されたが、2回目にミッキーの操舵する水上バイクが、水上施設に接触し転覆するトラブルが発生した。
レジェンド・オブ・ミシカをベースとしたカウントダウンショーを公演。
ビッグバンドビート・カウントダウン・スペシャルバージョン
オーバー・ザ・ウェイブ・カウントダウン・スペシャルバージョン
主となるショーの開催前に、ディズニー・ア・ラ・カルトに登場したことのあるパフォーマーが登場し、大道芸を繰り広げた。
アラビアンコースト・カウントダウンショー
カウントダウンの直後からステージを半分にした変形版ボンファイアーダンスが開催された。

### 2008年「ニューイヤーズ・イヴ・セレブレーション2009」
- 価格:15,000円
- 特別営業時間:2008年12月31日20時〜2009年1月1日2時
- 特典:1月1日午前2時から東京ディズニーランドへの入園が可能（1月1日の閉園時間まで）
- 全員プレゼント:非売品の25周年柄エコバッグ
- 特記事項:TDRの25周年のため25からのカウントダウンが実施された。
- 花火の音楽はドリームスのスペシャルバージョンが行われた。

メディテレーニアンハーバー・カウントダウン・セレブレーション
主となるショーの開催前にサルサ!サルサ!サルサ!に出演しているバンドが、キャラクターと乗った船がハーバーに登場し、キューバ音楽やサルサアレンジのディズニーソングを演奏した。
チェイサー終了後に「ミッキーのファンタスティックキャラバン」「リズム・オブ・ワールド・ファイナル」「マカレナ」等のインストゥメンタルが30分以上流されていた。
来るべき新年に向けての航海をテーマとした「レジェント・オブ・ミシカ」の夜間特別バージョンを公演。
ビッグバンドビート・カウントダウン・スペシャルバージョン
内容は前年とほぼ同じ2部構成でのジャズ演奏が行われた。
オーバー・ザ・ウェイブ・カウントダウン・スペシャルバージョン
内容は前年と同じ。主となるショーの開催前に、ムジカ・メヒカーナに登場しているバンドや、トリオ・メロディーアが登場し、演奏を行った。
アラビアンコースト・カウントダウンショー
内容は前年と同じ。

### 2009年「ニューイヤーズ・イヴ・セレブレーション2010」
- 価格:15,000円
- 特別営業時間:2009年12月31日20時〜2010年1月1日2時
- 特典:1月1日午前2時から東京ディズニーランドへの入園が可能（1月1日の閉園時間まで）

メディテレーニアンハーバー・カウントダウン・セレブレーション
2009年に公演されたスペシャルイベントやプログラムを再演。
ビッグバンドビート 〜カウントダウン・スペシャルナイト〜
内容は2008とほぼ同じ。2部構成でのジャズ演奏が行われた。
ビッグジャム・カウントダウン
ドックサイドステージで開催。
パーク内に登場するアトモスフィアグループによるコラボレーション公演が開催される。
出演グループ
- 東京ディズニーシー・マリタイムバンド
- トリオ・メロディーア
- ストリート・シークス
- ムジカ・メヒカーナ
- サルサ・バンド （サルサ!サルサ!サルサ!出演中のバンド）

アラビアンコースト・カウントダウンショー
内容は2009とほぼ同じ。カウントダウン直後からボンファイアーダンスが開催された。

### 2010年「ニューイヤーズ・イヴ・セレブレーション2011」
- 価格:15,000円
- 特別営業時間:2010年12月31日20時〜2011年1月1日2時
- 特典:1月1日午前2時から東京ディズニーランドへの入園が可能（1月1日の閉園時間まで）

メディテレーニアンハーバー・カウントダウン・セレブレーション

ビッグバンドビート 〜カウントダウン・スペシャルナイト〜
内容は2008とほぼ同じ。2部構成でのジャズ演奏が行われた。
ウォーターウロントパーク・カウントダウン
ウォーターフロントパーク内特設ステージで開催。
ニューヨーク市保存協会主催によるカウントダウンパーティー。協会職員のMCとダンサーを中心にし、過去に開催されたディズニー・リズム・オブ・ワールド、ボンファイアーダンスをアレンジしたショーが開催された。

### 2011年「ニューイヤーズ・イヴ」
東日本大震災の影響により、カウントダウンのスペシャルショーの公演は行なわれない。新年を祝う花火の打ち上げのみ実施される。
ディズニー・キャラクターによる園内アナウンスとともに年越しが行われた。
2010年10月21日にプレスリリースとして発表された2011年度のスケジュールでは「東京ディズニーシー・ニューイヤーズ・イヴ・セレブレーション 2012」として新しい都市の幕開けをカウントダウンする盛大なエンターテイメントを行うことが発表されていたが、2011年6月23日にスペシャルパレードやスペシャルショーの取り止めが発表された。 
年内、年明け後に通常のショーは開催される。その際に出演者の台詞などで時候の挨拶が行われることはある。
特別営業時間のみに数量限定で年越し蕎麦、お節料理、雑煮などが販売された。
- 料金:大人、中人、小人均一:8000円
- 特別営業時間:2011年12月31日20時から2012年1月1日6時 （2012年1月1日8時からは通常営業となる。）
- 2012年1月1日1時～7時はニューイヤーズ・イヴ・パスポートで両パークを行き来することができる。

### 2012年「ニューイヤーズ・イヴ」
前年度同様、カウントダウンのスペシャルショーの公演は行なわれない。新年を祝う花火「ニューデイ・ニュードリームス」の打ち上げのみ実施される。曲がオリジナル曲『Light Up the Sky』から数々のディズニーソングをメドレーにした新曲『New Day, New Dreams』に変更された。
- 特別営業時間:2012年12月31日20時から2013年1月1日7時（2013年1月1日9時からは通常営業となるためニューイヤーズ・イヴ・パスポートでは入場できない）
- 2013年1月1日1時～7時はニューイヤーズ・イヴ・パスポートで両パークを行き来することができる。

### 2013年「ニューイヤーズ・イヴ」
- 特別営業時間:2013年12月31日20時から2014年1月1日7時（2014年1月1日9時からは通常営業となるためニューイヤーズ・イヴ・パスポートでは入場できない）
- 2014年1月1日1時～7時はニューイヤーズ・イヴ・パスポートで両パークを行き来することができる。

### 2014年「ニューイヤーズ・イヴ」
- 特別営業時間:2014年12月31日20時から2015年1月1日7時（2015年1月1日9時からは通常営業となるためニューイヤーズ・イヴ・パスポートでは入場できない）
- 2015年1月1日1時～7時はニューイヤーズ・イヴ・パスポートで両パークを行き来することができる。

### 2015年「ニューイヤーズ・イヴ」
- 特別営業時間:2015年12月31日20時から2016年1月1日7時（2015年1月1日9時からは通常営業となるためニューイヤーズ・イヴ・パスポートでは入場できない）
- 2016年1月1日1時～7時はニューイヤーズ・イヴ・パスポートで両パークを行き来することができる。

### 2016年「ニューイヤーズ・イヴ」
- 特別営業時間:2016年12月31日20時から2017年1月1日7時（2017年1月1日9時からは通常営業となるためニューイヤーズ・イヴ・パスポートでは入場できない）
- 2017年1月1日1時～7時はニューイヤーズ・イヴ・パスポートで両パークを行き来することができる。

### 2017年「ニューイヤーズ・イヴ」
- 特別営業時間:2017年12月31日20時から2018年1月1日7時（2018年1月1日9時からは通常営業となるためニューイヤーズ・イヴ・パスポートでは入場できない）[6]
- 2018年1月1日1時〜7時はニューイヤーズ・イヴ・パスポートで両パークを行き来することができる。
- パスポート料金：9,700円（年齢に関係なく同一料金）

### 2018年「ニューイヤーズ・イヴ」
- 特別営業時間:2018年12月31日20時から2019年1月1日22時（1月1日2時より通常のチケットでも入園可能）[7]。
- 2019年1月1日4時〜22時はニューイヤーズ・イヴ・パスポートで両パークを行き来することができる[8]。
- パスポート料金：9,700円（年齢に関係なく同一料金）

### 2019年「ニューイヤーズ・イヴ」
- 特別営業時間:2019年12月31日20時から2020年1月1日6時（2020年1月1日8時からは通常営業となるためニューイヤーズ・イヴ・パスポートでは入場できない）[9][10]
- 2020年1月1日0時〜7時はニューイヤーズ・イヴ・パスポートで両パークを行き来することができる。
- パスポート料金：9,900円（年齢に関係なく同一料金）

### 2020年「ニューイヤーズ・イヴ」
新型コロナウイルス感染症の影響により開催中止。年越しイベントが実施されないのは開園以来初となる。

### 2021年「ニューイヤーズ・イヴ」
2021年も新型コロナウイルス感染症の影響により開催中止。

### 2022年「ニューイヤーズ・イヴ」
2022年も新型コロナウイルス感染症の影響により開催中止。

### 2023年「ニューイヤーズ・イヴ」
2023年は、諸事情により開催中止。

## カウントダウンパスポートの購入
カウントダウンパスポートを購入するには、以下の手続きが必要となる。
- TDR公式Webページより、オンライン申し込みによる抽選
- 葉書申し込みによる抽選
- オンライン申し込み、葉書申し込みのどちらでも、以下の流れは同じ。
  1. 当選者には、東京ディズニーリゾートより通知が郵送されてくる。
  2. 当選通知に同封されている銀行振込の用紙を用いて、代金を支払う。
  3. カウントダウンパスポートが郵送されてくる。

また、ディズニーホテル（ディズニーアンバサダーホテル、東京ディズニーシー・ホテルミラコスタ、東京ディズニーランドホテル）、および、オフィシャルホテル（サンルートプラザ東京、東京ベイ舞浜ホテル、東京ベイホテル東急、ヒルトン東京ベイ、ホテルオークラ東京ベイ、シェラトン・グランデ・トーキョーベイ・ホテル）のいずれかに12月31日の宿泊をする者は、宿泊人数分のカウントダウンパスポートを宿泊ホテル、またはウェルカムセンターで当日に購入可能。
上記の他、各旅行会社がホテル宿泊や鉄道、飛行機、高速バスなどのチケットとセットにした販売、ファンダフル・ディズニー（公式ファンクラブ）によるチケットの抽選販売があり、東京ディズニーリゾート・オフィシャルスポンサーに配布されるチケットもある。